# Oenanthe chalcidica
Oenanthe chalcidica är en flockblommig växtart som beskrevs av Charles Simon. Oenanthe chalcidica ingår i släktet stäkror, och familjen flockblommiga växter. Inga underarter finns listade i Catalogue of Life.